# Muntzing

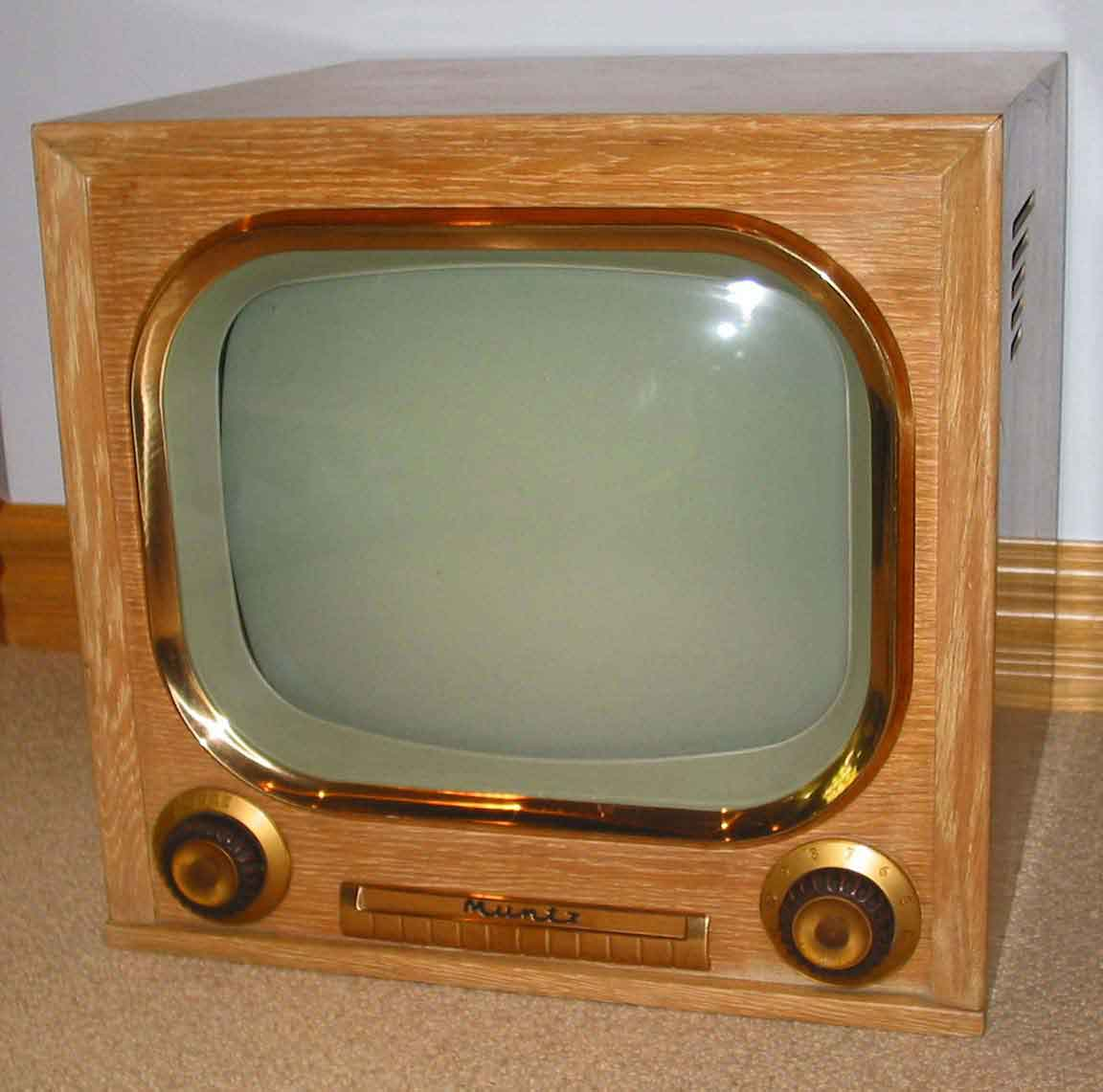
Uma TV Muntz 1951 modelo 17A3A construída com o mínimo de componentes necessários para o seu perfeito funcionamento. Com esta "técnica", este modelo de TV tornou-se a primeira TV em preto e branco a ser comercializada nos EUA por menos de US$ 100,00.

Muntzing é uma prática e técnica da engenharia de custos que visa reduzir os componentes dentro de um aparelho eletrônico ao mínimo necessário para seu funcionamento. O termo deve o seu nome ao homem que a inventou, Earl "Madman" Muntz, um vendedor de carros e eletrônicos que também era engenheiro elétrico autodidata.
Nas décadas de 1940 e 1950, os receptores de televisão eram equipamentos muito complexos, muitas vezes contendo mais de 30 tubos de vácuo, bem como transformadores, reostatos e outros aparelhos eletrônicos pesados. O consequente alto preço limitou seu potencial de vendas de alto volume. Muntz determinou, por tentativa e erro, que poderia retirar um número significativo de peças e ainda assim resultar em uma TV monocromática que funcionava muito bem em áreas urbanas, perto de torres de transmissão. Ele carregava uma tesoura de arame e quando sentia que um de seus construtores estava fazendo uma engenharia excessiva em um circuito, ele começava a cortar os componentes. Quando a TV parava de funcionar, ele reinseria a última parte e deixava a TV como estava.
Como resultado da remoção dos tubos e da grande simplificação dos circuitos originalmente projetados para aumentar a função em áreas periféricas (longe das torres de transmissão), os conjuntos de Muntz geravam menos calor, diminuindo assim o superaquecimento, que era uma das razões mais comuns de falha nos primeiros conjuntos. O circuito reduzido também reduziu os requisitos de energia; como resultado, fontes de alimentação menores poderiam ser usadas, de modo que os conjuntos pesavam significativamente menos. Além disso, como as fontes de alimentação continham cobre caro, isso reduziu ainda mais o custo.

## Utilização em outras áreas
Lean manufacturing
Ao focar na simplicidade como meio de alcançar eficiência e reduzir desperdícios na fabricação do produto, o "Muntzing" pode ser considerado uma técnica do lean manufacturing e suas variantes.
Biologia genética
Um artigo publicado pela revista Science demonstra que a técnica "Muntzing" não é apenas uma maneira inteligente de dissecar circuitos eletrônicos, mas também um método poderoso para sondar os circuitos genéticos de organismos biológicos. Ao interromper genes individuais (de forma aleatória ou sistemática) e observar os fenótipos resultantes, pode-se identificar com eficiência o conjunto de genes subjacentes a qualquer via celular.